# Dekanat Kętrzyn II – Północny Wschód
Dekanat Kętrzyn II – Północny Wschód – jeden z 33 dekanatów w rzymskokatolickiej archidiecezji warmińskiej.

## Parafie
W skład dekanatu wchodzi 9 parafii:
- parafia Niepokalanego Serca Maryi – Barciany
- parafia św. Stanisława Kostki – Karolewo
- parafia św. Brata Alberta – Kętrzyn
- parafia św. Katarzyny – Kętrzyn
- parafia św. Anny – Mołtajny
- parafia św. Piotra Apostoła – Momajny
- parafia św. Wojciecha – Skandawa
- parafia Świętego Krzyża – Srokowo
- parafia Matki Boskiej Nieustającej Pomocy – Winda

## Sąsiednie dekanaty
- Giżycko – św. Szczepana Męczennika (diec. ełcka)
- Kętrzyn I – Południowy Zachód (archidiec. warmińska)
- Sępopol (archidiec. warmińska)
- Węgorzewo (diec. ełcka)